# Torre della Tromba
Die Torre della Tromba ist einer von vormals mehreren Geschlechtertürmen in der Via Cavour  in Trient.

## Geschichte
Der Turm wurde erstmals 1481 erwähnt. Seine Fundamente wurden aber bereits im 12. Jahrhundert von der Familie Buonmartino erbaut, die zu Beginn des 13. Jahrhunderts ein Gebäude errichteten, das an den Turm angelehnt war. 1481 verkaufte ihn der Bankier Martino Buonmartino für 370 Dukaten an den Magistrat der Stadt, der in der Folgezeit den Turm mit Mauerziegeln aufstocken ließ.
Im Jahr 1683 wurde er zum ersten Mal mit den noch heute geläufigen Namen Torre della Tromba erwähnt. Vom Ende des 18. Jahrhunderts bis etwa 1860 wurde er als Stadtgefängnis genutzt. Der nach wie vor im Gemeindebesitz befindliche Turm wurde im Jahr 2000 saniert und dient heute zum Teil als Ausstellungsfläche.

## Beschreibung
Die Torre delle Tromba hat einen trapezförmigen Grundriss von etwa 7,70 × 5,50 Metern und eine Höhe von 32,10 unter Berücksichtigung der Schwalbenschwanzzinnen sogar von 33,15 Metern. Er wurde im Laufe der Zeit mehrmals aufgestockt, was auch an den unterschiedlichen Baumaterialien erkenntlich ist.
Die Bauphasen, die Turm heute kennzeichnen, reichen vom 12. bis ins 20. Jahrhundert. Aus dem 12. Jahrhundert stammt der untere Teil des Turmschaftes, der aus leicht roten oder rosafarbenen, aus Kalkstein gefertigten Buckelquadern besteht, die bis auf eine Höhe von etwa sieben Metern hinaufragen. In einer zweiten Bauperiode wurden die Mauern nochmals um eineinhalb Meter erhöht.
Im 13. Jahrhundert wurde an der Nord- und Ostseite ein Gebäude angebaut, dem der Turm als Eckturm diente und von dem heute nur mehr Spuren erhalten sind. Dabei wurde der Turm wiederum mit weißen Werksteinen aufgestockt. In einer weiteren vermutlich im 14. Jahrhundert ausgeführten Bauphase fanden im oberen Bereich bauliche Veränderungen statt, bei denen Mauerziegel und Flusssteine verbaut wurden. In dieser Bauperiode wurde die Wehrplattform mit Zinnen geschmückt.
Weitere nachfolgende Um- und Ausbauten wurden zwischen dem 17. und 18. Jahrhundert ausgeführt, dabei wurde der Turm wiederum mit Mauerziegeln auf seine heutige Höhe aufgestockt. 1914 fand die letzte bauliche Veränderung statt, als man die heute noch zu sehenden Schwalbenschwanzzinnen anbrachte.